# Aree naturali protette della Lombardia
Le aree naturali protette della Lombardia vincolate dalla legislazione nazionale ricoprono il 2,93% del territorio regionale, mentre, includendo le aree protette che seguono la legislazione regionale, questa percentuale sale al 22,1% del territorio.
La Lombardia è stata la prima regione italiana a dotarsi di un'apposita legge regionale per proteggere il territorio da insediamenti umani.

## Storia
I primi parchi regionali ad essere stati istituiti furono il Parco Lombardo della Valle del Ticino (nel 2022 inserito dall'UNESCO nella Rete mondiale di riserve della biosfera), il Parco delle Groane ed il Parco dei Colli di Bergamo, poco dopo l'entrata in vigore della legge n.58 del 1973 che dettava le norme per l'istituzione e la tutela di riserve e parchi naturali sul territorio regionale.
Il passo successivo fu quello di creare un sistema organico e completo di protezione del territorio che avvenne grazie alla legge n.86 del 1983. Con questa legge, promulgata 8 anni prima della normativa nazionale (1991), le aree di protezione naturale venivano classificate in: parchi, monumenti o riserve in base alla loro dimensione. La stessa legge istituì i Parchi Locali d'Interesse Sovraccomunale che potevano essere creati dalla Regione su richiesta dei comuni interessati.
Nel 1996 con la legge n.32 venne introdotta la distinzione tra parchi naturali e parchi regionali. I primi coincidevano con i parchi naturali regionali definiti e vincolati dalla normativa nazionale: potevano nascere solo all'interno di parchi regionali, avevano un alto grado di naturalizzazione e di protezione ambientale. I parchi regionali, invece, avevano lo scopo da una parte di proteggere l'ambiente naturale, dall'altra di mantenere le attività economiche e rurali intraprese dalle comunità locali.

## Parchi e riserve statali
Sotto questa denominazione in Lombardia si trovano: un parco nazionale e due riserve naturali
- Parco Nazionale dello Stelvio, che si estende per 60.000 ettari sul territorio lombardo (e per 73.000 in Trentino-Alto Adige)
- Bosco Fontana si estende per 233 ettari nella provincia di Mantova ed è ciò che rimane delle antiche foreste che, un tempo, ricoprivano la Pianura padana. Il bosco è dal 1976 una Riserva Naturale Orientata Biogenetica ed è di proprietà del Demanio dello stato.
- Riserva naturale Bosco Siro Negri (11 ettari)

## Parchi Regionali

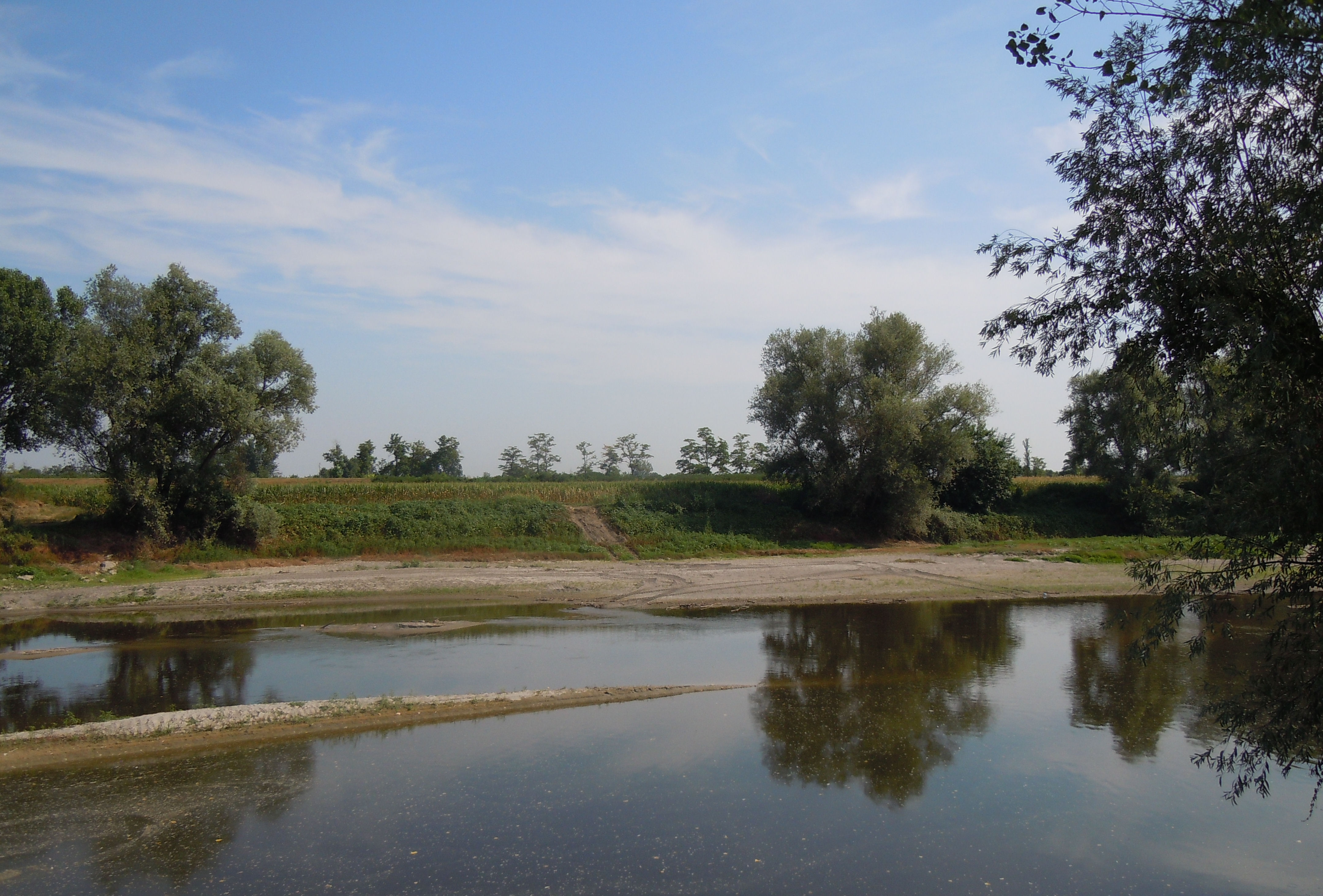
Parco dell'Oglio Sud

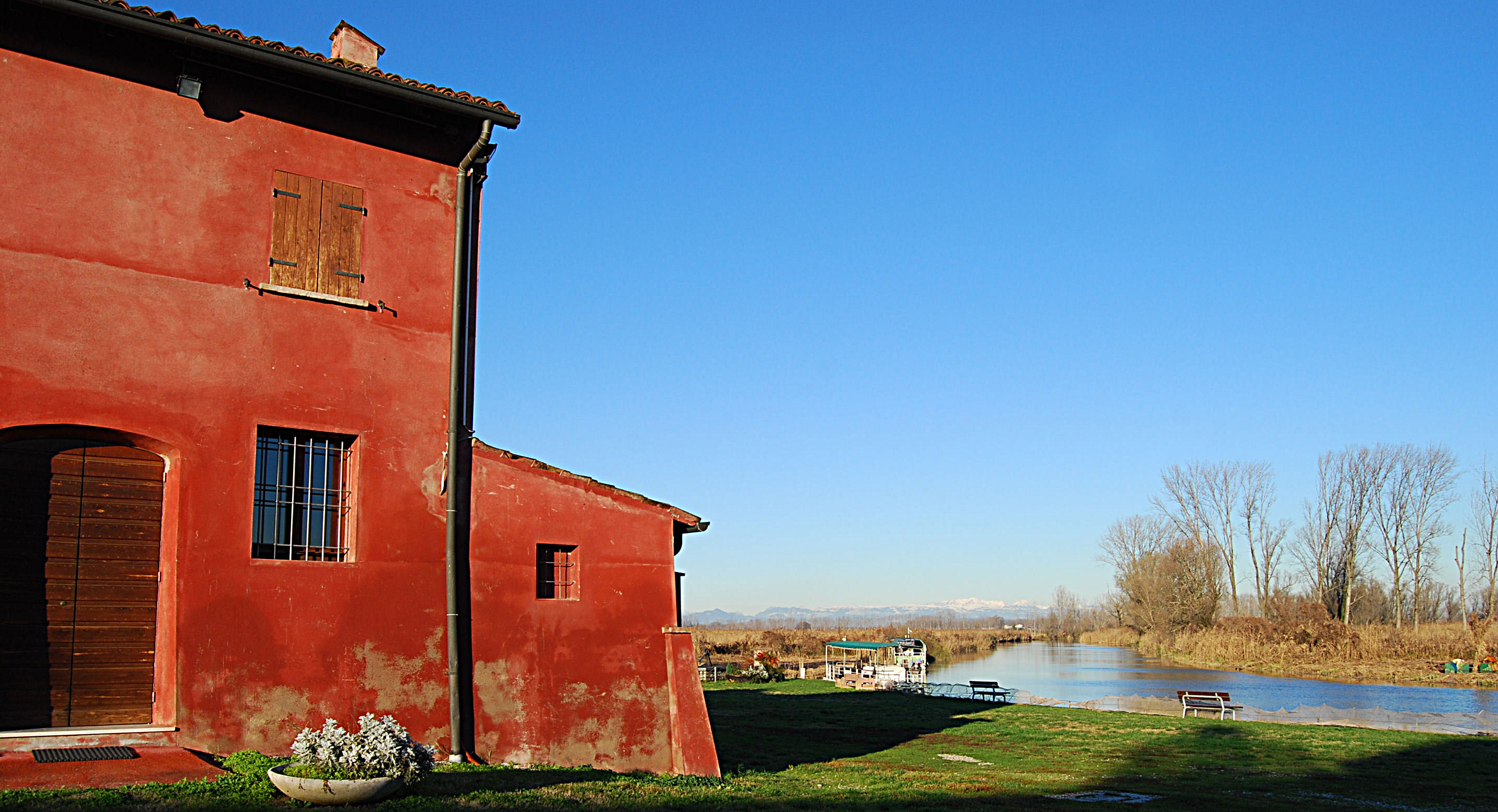
Parco del Mincio

I parchi regionali costituiscono la maggior superficie del sistema regionale delle aree protette. Oltre a tutelare l'ambiente ed il paesaggio naturale, questo tipo di parco tutela e promuove le attività agricole, silvestri e pascolari. Sono gestiti dagli Enti nominati dai Comuni e dalle Provincie su cui ricade il territorio del parco. La grande varietà morfologica e paesaggistica del territorio lombardo ha comportato una grande diversificazione nella classificazione dei parchi: fluviali, montani, agricoli, forestali e di cintura metropolitana.
All'interno di questi parchi possono essere istituite aree di pregio naturalistico vincolate a Parco Naturale, Riserva o Monumento naturale (secondo la normativa nazionale) o a Sito di interesse comunitario, secondo la relativa direttiva dell'Unione europea.

### Parchi regionali fluviali
- Parco dell'Adda Nord
- Parco dell'Adda Sud
- Parco dell'Oglio Nord
- Parco dell'Oglio Sud
- Parco regionale della Valle del Lambro
- Parco Lombardo della Valle del Ticino
- Parco del Serio
- Parco del Mincio

### Parchi regionali montani
- Parco della Grigna Settentrionale
- Parco del Bernina, del Disgrazia, della Val Masino e della Val Codera (non istituito)
- Parco dell'Adamello
- Parco Alto Garda Bresciano
- Parco del Livignese
- Parco delle Orobie Valtellinesi
- Parco delle Orobie Bergamasche
- Parco Monte Barro
- Parco Campo dei Fiori

### Parchi regionali agricoli
- Parco Agricolo Sud Milano

### Parchi regionali forestali
- Parco della Pineta di Appiano Gentile e Tradate
- Parco Spina Verde di Como
- Parco delle Groane
- Parco regionale di Montevecchia e della Valle di Curone

### Parchi regionali di cintura metropolitana
- Parco dei colli di Bergamo
- Parco Nord Milano

## Parchi locali di interesse sovracomunale
I Parchi locali di interesse sovracomunale (PLIS) sono costituiti da aree che costituiscano, nell'ambito di uno o più Comuni adiacenti, un sistema omogeneo, individuato dagli assetti naturalistici dei luoghi, dai valori paesaggistici e artistici e dalle tradizioni culturali delle popolazioni locali. Questa tipologia di parchi non è inserito nell'Elenco Ufficiale delle Aree Protette marine e terrestri, ufficialmente riconosciute.
In provincia di Pavia
- Parco della Vernavola
- Giardino botanico alpino di Pietra Corva
- Oasi di Sant'Alessio

In provincia di Como
- Parco della Brughiera
- Parco del Lura
- Parco del Lago del Segrino
- Parco Val Sanagra
- Parco della Valle Albano

In provincia di Bergamo
- Parco dei fontanili e dei boschi
- Parco del monte Canto e del Bedesco
- Parco del Brembo e dei Cantoni di Lenna
- Parco agricolo del Rio Morla e delle rogge
- Parco dell'alto Sebino
- Parco del basso corso del fiume Brembo
- Parco del lago d'Endine
- Parco del Tormo
- Parco delle valli d'Argon
- Parco del Serio Nord
- Parco della Gera d'Adda
- Parco del monte Varro
- Parco Bergamo-Stezzano
- Parco del Malmera, dei Montecchi e del colle degli Angeli
- Parco del corno di Predore e di Tavernola
- NaturalSerio
- Piazzo
- Parco del monte Bastia e del Roccolo
- Parco Agricolo Ecologico

## Riserve naturali
Le riserve naturali vengono classificate in "integrali", "orientate" o "parziali" in funzione del grado di protezione dell'ambiente. Le riserve in Lombardia riguardano paludi, torbiere, sorgenti e fontanili, garzaie e laghi.
- Riserva naturale Fontana del Guercio
- Riserva Naturale Fontanile Brancaleone
- Riserva Naturale Fontanile Nuovo
- Bosco Grande
- Riserva naturale Bosco Siro Negri
- Riserva naturale Garzaia della Carola
- Riserva naturale Le Torraie
- Riserva Naturale Monte Alpe

- Agogna Morta
- Riserva naturale Palude Brabbia
- Riserva naturale Palata Menasciutto
- Riserva naturale Pian di Spagna e Lago di Mezzola
- Riserva naturale Sorgenti della Muzzetta
- Riserva Naturale Torbiere del Sebino
- Riserva naturale Vallazza
- Riserva naturale Valsolda
- Riserva Naturale Monte Alpe

## Monumenti naturali
I monumenti naturali sono singoli elementi o piccole superfici di ambientale naturale per i quali la normativa prevede la conservazione integrale. La legge regionale del 1983 ha previsto 11 monumenti di carattere geomorfologico, una grotta ed una cascina. Successivamente ne sono stati aggiunti altri 13, di cui 7 garzaie (luoghi dove nidificano gli aironi) e 4 bodri (specchi d'acqua circolari tipici delle aree goleniche dei grandi fiumi).
- Monumento naturale Garzaia della Cascina Notizia
- Monumento naturale Garzaia della Cascina Verminesca
- Monumento naturale Garzaia della Cascina Villarasca
- Monumento naturale Garzaia della Rinalda
- Monumento naturale Garzaia di Celpenchio
- Monumento naturale Garzaia di Sant'Alessandro